# Marco Brenner
Marco Brenner (Augusta, 27 agosto 2002) è un ciclista su strada tedesco che corre per la Tudor Pro Cycling Team, professionista dal 2021.

## Carriera
Nato ad Augusta da papà tedesco, anch'egli ciclista, e da mamma italiana, inizia a praticare ciclismo all'età di sei anni. Nella categoria Juniores coglie numerosi successi già al primo anno, aggiudicandosi, nella stagione 2019, il Tour du Pays de Vaud, i titoli nazionali a cronometro e in linea e il Giro della Lunigiana, oltre alla medaglia di bronzo nella cronometro di categoria ai mondiali nello Yorkshire.
Nell'estate del 2020, all'età di 17 anni, firma con il Team DSM un contratto per il passaggio al professionismo a partire dalla stagione 2021. Nel 2022, al secondo anno da prof, partecipa alla sua prima Vuelta a España.

## Palmarès

### Strada
- 2019 (Team Auto Eder Bayern, Juniores)

Prologo Tour du Pays de Vaud (Echichens > Echichens, cronometro)
1ª tappa Tour du Pays de Vaud (Tolochenaz > Chamblon)
2ª tappa, 1ª semitappa Tour du Pays de Vaud (Cugy > Bière)
Classifica generale Tour du Pays de Vaud
Campionati tedeschi, Prova a cronometro Juniores
Campionati tedeschi, Prova in linea Juniores
Grand Prix Général Patton
3ª tappa Oberösterreich Juniorenrundfahrt (Bad Wimsbach-Neydharting > Gmundnerberg)
Classifica generale Oberösterreich Juniorenrundfahrt
1ª tappa Giro della Lunigiana (Lerici > La Spezia)
2ª tappa, 2ª semitappa Giro della Lunigiana (Bocca di Magra > Montemarcello, cronometro)
4ª tappa Giro della Lunigiana (Ameglia > Luni)
- 2020 (Team Auto Eder Bayern, Juniores)

Campionati tedeschi, Prova a cronometro Juniores
Campionati tedeschi, Prova in linea Juniores
2ª tappa Grand Prix Rüebliland (Seon > Seon, cronometro)
- 2024 (Tudor Pro Cycling Team, due vittorie)

1ª tappa Settimana Internazionale di Coppi e Bartali (Pesaro > Pesaro)
Campionati tedeschi, Prova in linea

#### Altri successi
- 2019 (Team Auto Eder Bayern)

Classifica giovani Corsa della Pace Juniores
Classifica giovani Tour du Pays de Vaud
3ª tappa, 2ª semitappa Saarland Trofeo (Bitche > Reinheim, cronosquadre)
Classifica giovani Saarland Trofeo
Classifica scalatori Oberösterreich Juniorenrundfahrt
Classifica giovani Oberösterreich Juniorenrundfahrt
Classifica a punti Giro della Lunigiana
- 2024 (Tudor Pro Cycling Team)

Classifica giovani Giro d'Abruzzo
Classifica giovani Giro della Repubblica Ceca

### Ciclocross
- 2019-2020

Munich Super Cross, Juniores
GP Citta di Jesolo, Juniores
Flückiger Cross Madis Wil, Juniores
Int. Radquerfeldein GP Lambach/Stadl-Paura, Juniores
Campionati tedeschi, Prova Juniores

## Piazzamenti

### Grandi Giri
- Giro d'Italia

2025: ritirato (19ª tappa)
- Vuelta a España

2022: 73º

### Classiche monumento
- Milano-Sanremo

2025: 127º
- Liegi-Bastogne-Liegi

2025: 104º
- Giro di Lombardia

2022: 38º
2024: ritirato

### Competizioni mondiali
- Campionati del mondo su strada

Yorkshire 2019 - Cronometro maschile Junior: 3º
Yorkshire 2019 - In linea maschile Junior: 14º
Zurigo 2024 - Staffetta: 2º
Zurigo 2024 - In linea Elite: ritirato
- Campionati del mondo di ciclocross

Bogense 2019 - Juniores: 55º
Dübendorf 2020 - Juniores: 6º

### Competizioni continentali
- Campionati europei su strada

Alkmaar 2019 - In linea Junior: 5º
Plouay 2020 - Cronometro maschile Junior: 2º
Plouay 2020 - In linea Junior: 4º
- Campionati europei di ciclocross

Rosmalen 2018 - Juniores: 36º
Silvelle 2019 - Juniores: 7º